# Chilperyk II (król Franków)
Chilperyk II (ur. ok. 672, zm. 13 lutego 721) – król frankijski z dyn. Merowingów w latach 715–721, wstępując do zakonu przybrał imię „Daniel”.
Został wyciągnięty z klasztoru i obwołany marionetkowym królem w Paryżu przez antymajordoma Raganfreda – rywala Karola Młota.
Raganfred pomaszerował z Chilperykiem II i wojskiem do Kolonii w celu zaanektowania skarbu koronnego, ale został pokonany przez Karola Młota w bitwie pod Vincy koło Cambrai (716 r.).
Raganfred uciekł za granicę, zaś Karol Młot nie obalił Chilperyka II, a nawet ustanowił go zwierzchnim królem. Był to krok polityczny – Karolowi Młotowi chodziło o osłabienie czujności nieprzychylnego mu możnowładztwa: władzę formalnie sprawował król, a w rzeczywistości jego majordom Karol Młot.